# 连云港师范学院
连云港师范学院，前身为连云港师范高等专科学校，是中华人民共和国的一所全日制普通高等学校。该校位于江苏省连云港市新浦区圣湖路28号，附近有花果山景区、中船716研发中心、连云港卫校，以及连云港职业技术学院、南京医科大学康达学院。

## 校史
- 1914年，海州师范成立。海州师范旧址位于海州区新建路36号。
- 1978年，连云港教育学院成立。主要负责连云港市中小学师资的培养和职后培训工作，并于1984年被中华人民共和国教育部列为全国首批公布备案的162所教育学院之一。
- 1984年，连云港师范学校成立。
- 1998年12月，江苏省人民政府批准筹建连云港师范高等专科学校的申请。
- 1999年7月，连云港市人民政府作出撤消连云港教育学院、连云港师范学校和海州师范学校建制的决定，三校联合建立连云港师范专科学校（筹）。
- 2000年3月，中华人民共和国教育部发文批准连云港教育学院、连云港师范和海州师范三校合并，成立连云港师范高等专科学校。
- 2003年6月，连云港市经济管理干部学校并入该校。
- 2009年9月，学校顺利搬入新校区并取消了原校区及分校。
- 2024年学校升格并更名为连云港师范学院。[2]

## 校训
“敬业乐群、师表八荒”——校训延续原海州师范的校训，取自南宋著名思想家朱熹的文章。

## 学院设置
该校现有人文与美术学院、外语与经管学院、学前教育与音乐学院、数学与信息工程学院、海洋港口学院、体育学院、初等教育学院、国际教育学院、继续教育学院、马克思主义学院等10个学院。
汉语言文学、初等教育、思想政治教育和美术教育等专业先后被评为省特色专业建设点。
该校共有三种年制的学生，五年一贯制专科生（5年）、专科生（3年）和本科生（4年）。

## 教学情况
现有教职工554人，其中教授19名，副教授142名，高级职称占教师总数的39%；有343人获得在读博士、硕士学位，占教师总数的83%。8人入选省“333”培养工程、13人入选省高校“青蓝工程”、15人入选市“521”工程，1人享受市政府特殊津贴。全日制在校生8000多人。现在学校课程建设力度加大，语文教学论、英语写作、大学体育被评为省级精品课程。素质教育成果显著，学生在省级“专转本”考试、全国各类大学生英语竞赛、全省高校大学生辩论赛中均取得了优良成绩。近年来，毕业生的实际就业率在95%以上，用人单位的满意率在90%以上。

## 新校区现状
现在，一座崭新的、充满生机和活力的，国际化、人文化、数字化、园林化的美丽校园正在逐步建设之中。新校区位于国家4A级风景区花果山脚下，地理位置优越，交通便捷。新校区校园占地面积1273亩，建设面积40万平方米。新校区的建设，为把学校办成一所立足连云港、面向农村，服务基础教育的本科师范院校，为全市的科学发展、跨越发展提供坚强的人才支撑打下了坚实的基础。

## 新校区建设工程
工程概述
该校新校区位于连云港市高校科技创业园区，东临花果山大道，西临新港城大道，南至海丰路，北接学院三路。新校区占地1273亩，
设计规模满足15000名学生学习生活，学校规划建筑面积为40万平米，首期建筑面积为23万平方米，新校区建设计划总投入约6.4亿
，原计划于2008年10月搬迁，但由于某些原因未果。2009年9月，学校顺利搬迁，但学校相关建筑设施目前尚未全部建成。
规划结构
“两轴交汇，两曲辉映。”
两轴交汇——学校计划建成南北方向和东西方向两条大轴。
南北方向：以学校的南北两大们为纵轴，以图书馆为轴心。
东西方向：以学校校园形象性大门为起点，穿过校前广场，与南北轴交于图书馆，两侧为教学楼。
两曲辉映——概述为曲径通幽和曲殇流水。
曲径通幽：以弯曲的小道将校园的各个功能分区连接起来，进而达到一种曲径通幽的境界。
曲殇流水：以一条流淌的河流，从南面主入口开始，沿着行政楼，区区向前，在图书馆附近放大，环核心区域流过，穿过中央绿化公园，进而向西延伸至学生生活区，再而向北与职教集团校区相接，总体形成“人”字形的水系形状。
 功能分区
新校区功能分区主要分为：核心教学区、学生生活区、行政服务区、体育运动区、预留发展区。